# Стоймир Младенов
Стоймир Йовчевски Младенов е български лекар, основоположник на българските школи по апитерапия. Доктор по медицина, предлаган за Нобелова награда за медицина.
Роден е 1920 г.